# Musikåret 1922

## Händelser
- 24 januari – Carl Nielsens Symfoni nr 5 uruppförs i Köpenhamn under ledning av tonsättaren.
- Februari – Världens första radiosändning av en symfonisk konsert görs med Detroit Symphony Orchestra över station WWJ[1].
- 23 mars – Countrymusikern Fiddlin’ John Carson uppträder för första gången via radiosändaren WSB i Atlanta[2].
- 1 december – Vills-Lobos dirigerar uruppförandet av sin Cellokonsert nr 1, op. 50 på Teatro Municipal i Rio de Janeiro med Newton Padua som solist.
- 1 december – King Olivers jazzband inleder i Chicago en serie konserter där Louis Armstrong för första gången är andre trumpetare[3].

### Okänt datum
- Det lilla skivbolaget Nordskog i Los Angeles gör de första skivinspelningarna med ett äkta svart jazzband från New Orleans. Bandet leds av trombonisten Kid Ory.[4]
- Svensk-tyska skivmärket Ekophon gör de första inspelningarna för den svenska marknaden.[5]
- Svenska skivbolaget Skandia grundas.[6]
- Svenska skivmärket Stadion startas och upphör under året.[7]

## Årets singlar och hitlåtar
Vänligen sortera soloartister på efternamn, musikgrupper på förstabokstaven (utan engelskans "The" och "A")
- Karl Gerhard – Jazzgossen (En lille rystedans)[8]
- Paul Whiteman and His Orchestra – Hot Lips

## Årets sångböcker och psalmböcker
- Birger Sjöberg – Fridas bok
- Evert Taube – Flickan i Havanna och ett par visor till[9]

## Födda
- 7 januari – Jean-Pierre Rampal, fransk flöjtist.
- 1 februari – Renata Tebaldi, italiensk sopran.
- 9 februari
  - Kathryn Grayson, amerikansk skådespelare och sångare.
  - Solveig Lagström, svensk skådespelare och sångare.
- 3 mars – Kazimierz Serocki, polsk tonsättare.
- 28 mars – Olle Länsberg, svensk författare, manusförfattare och sångtextförfattare.
- 3 april – Doris Day, amerikansk sångerska och skådespelare
- 4 april – Elmer Bernstein, amerikansk kompositör och arrangör av filmmusik.
- 7 april – Mongo Santamaria, kubansk sångare och trummis.
- 22 april – Charles Mingus, amerikansk jazzbasist och orkesterledare.
- 29 april – Toots Thielemans, belgisk jazzmusiker.
- 2 maj – Rudolf Keijser, svensk musiker och pianostämmare.
- 6 maj – Erik Blomberg, svensk tonsättare och musiklärare.
- 18 maj – Kai Winding, dansk-amerikansk jazztrombonist.
- 23 maj – Per Grundén, svensk operasångare och skådespelare.
- 29 maj – Lars Perne, svensk sångtextförfattare och sketchförfattare.
- 29 maj – Iannis Xenakis, grekisk-fransk tonsättare och arkitekt.
- 30 maj – Lisbeth Bodin, svensk sångare och skådespelare.
- 1 juni – Povel Ramel, svensk friherre, sångare, revyförfattare, kompositör, musiker, visdiktare, komiker m.m.
- 10 juni – Judy Garland, amerikansk skådespelare och sångare.
- 12 juni – Leif Thybo, dansk tonsättare och organist.
- 16 juni – Göte Lovén, svensk kompositör, gitarrist och sångare.
- 22 juni – Gösta Theselius, svensk musikarrangör, kompositör och jazzmusiker (klarinett, tenorsaxofon och piano).
- 13 september – Yma Sumac, peruansk sångare, Utomordentligt virtous röstbehandling, mer än fyra oktavers omfång.
- 17 oktober – Luíz Bonfá, brasiliansk gitarrist, sångare och kompositör.
- 22 oktober – Bengt Järrel, svensk regissör, skådespelare och sångare.
- 6 november – Lars Edlund, svensk tonsättare, musikpedagog och kyrkomusiker.
- 15 december – Alan Freed, amerikansk discjockey och radioman.

## Avlidna
- 23 januari – Arthur Nikisch, 66, ungersk dirigent.
- 15 mars – Ika Peyron, 76, svensk tonsättare, pianist och organist.
- 22 mars - Nikolaj Sokolov, 63, rysk tonsättare.
- 21 april - Alessandro Moreschi, 63, italiensk kastraysångare
- 1 november – Wilhelm Theodor Söderberg, 77, svensk tonsättare, kyrkomusiker och musiklärare.
- 22 november – Christina Nilsson, 78, svensk operasångare.

### Fotnoter
1. ↑  The Shell Book of Firsts, 1983. p. 240
2. ↑  WSB History 1920s Events
3. ↑  20:e århundrades När Var Hur - 1922, Bernt Himmelstedt, Forum, 1999
4. ↑  ”78:or & film”. http://78-varv.atspace.cc/nordskog.htm. Läst 3 juni 2011.
5. ↑  ”78:or & film”. http://78-varv.atspace.cc/ekophon.htm. Läst 3 juni 2011.
6. ↑  ”78:or & film”. http://78-varv.atspace.cc/skandia.htm. Läst 3 juni 2011.
7. ↑  ”78:or & film”. http://78-varv.atspace.cc/stadion.htm. Läst 3 juni 2011.
8. ↑  ”Svensk mediedatabas”. http://smdb.kb.se/catalog/id/001531448. Läst 22 mars 2011.
9. ↑  ”Evert Taubes visböcker med innehåll”. http://www.abc.se/~m8169/taube/taubevis.html. Läst 23 mars 2011.